# Hlîbociok, Hoșcea
Hlîbociok (în ucraineană Глибочок) este un sat în comuna Javriv din raionul Hoșcea, regiunea Rivne, Ucraina.

## Demografie
Componența lingvistică a localității Hlîbociok
     Ucraineană (99,53%)
     Alte limbi (0,47%)
Conform recensământului din 2001, majoritatea populației localității Hlîbociok era vorbitoare de ucraineană (99,53%), existând în minoritate și vorbitori de alte limbi.